# Franz-Hessel-Preis

Franz Hessel (etwa 1910)

Der Franz-Hessel-Preis für zeitgenössische Literatur ist ein deutsch-französischer Literaturpreis.

## Beschreibung
Namensgeber des Preises ist der deutsche Schriftsteller, Übersetzer und Lektor Franz Hessel (1880–1941), der mit seinem Leben und seinem Werk ein Mittler zwischen den Ländern und Kulturen, insbesondere zwischen Deutschland und Frankreich, war. Der Preis wird an jeweils einen deutsch- und einen französischsprachigen Autor oder eine Autorin vergeben. Voraussetzung für eine Nominierung sind eine aktuelle Veröffentlichung, nach Möglichkeit im Jahr der Preisvergabe, und dass das Werk noch nicht ins Deutsche bzw. Französische übersetzt wurde. „Dabei werden Publikationen berücksichtigt, die vorrangig die Gegenwart reflektieren und die unter dem Eindruck des Wandels der Lebenswelten eine Zeitdiagnose erlauben sowie zu einem Brückenschlag ins jeweils andere Land einladen“.
Die Auszeichnung wird jährlich im Nachhinein für das Vorjahr verliehen; sie ist mit einem Preisgeld in Höhe von jeweils 10.000 Euro dotiert (Stand 2022). Der Preis ist mit einer Schriftstellerresidenz in der Stiftung Genshagen verbunden. Er soll außerdem dazu beitragen, dass die ausgezeichneten Werke ins Deutsche beziehungsweise Französische übersetzt werden.

## Stifter
Der Franz-Hessel-Preis wurde im Jahr 2010 neu gestiftet. Initiatoren sind die deutsche Stiftung Genshagen und die Villa Gillet in Lyon. Gefördert wird der Preis vom Beauftragten der Bundesregierung für Kultur und Medien und dem französischen Ministère de la Culture et de la Communication. Die Preisträger werden jeweils von einer deutschen und einer französischen Jury ausgewählt.
Der Preis wurde erstmals am 10. Dezember 2010 vom deutschen Kulturstaatsminister Bernd Neumann und Frankreichs Kulturminister Frédéric Mitterrand als Schirmherren im Rahmen des deutsch-französischen Ministerrats in Freiburg i.Br. vergeben.

## Preisträger
Die Jahreszahlen beziehen sich auf das Jahr der Bekanntgabe.
- 2022: Maryline Desbiolles für Charbons ardents und Fridolin Schley für Die Verteidigung[2]
- 2021: Camille de Toledo für Thésée, sa vie nouvelle und Dorothee Elmiger für Aus der Zuckerfabrik
- 2020: Lola Randl für Der Große Garten und Emmanuelle Pireyre für Chimère
- 2019: Susanne Röckel für Der Vogelgott und Anne-Marie Garat für Le Grand Nord-Ouest[3]
- 2018: Fatma Aydemir für ihren Roman Ellbogen und Michel Jullien für Denise au Ventoux[4]
- 2017: Christine Wunnicke für ihren Roman Der Fuchs und Dr. Shimamura (Berenberg Verlag) und Philippe Forest für Crue (Gallimard)[5][6]
- 2016: Ulrich Peltzer für seinen Roman Das bessere Leben (S. Fischer)[7] und Michaël Ferrier für seinen Roman Mémoires d’outre-mer (Gallimard)[8]
- 2015: Esther Kinsky für Am Fluß (Matthes & Seitz Berlin) und Christine Montalbetti für ihren Roman Plus rien que les vagues et le vent (P.O.L.)[9]
- 2014: Jonas Lüscher für seine Novelle Frühling der Barbaren (C.H. Beck) und Frédéric Ciriez für seinen Roman Mélo (Verticales)[10]
- 2013: Andreas Maier für Das Haus (Suhrkamp) und Éric Vuillard für La Bataille d'Occident (Actes Sud)[11]
- 2011: Thomas Melle für seinen Roman Sickster (Rowohlt-Berlin) und Céline Minard für So long, Luise (Denoël)[12]
- 2010: Kathrin Röggla für Die Alarmbereiten (S. Fischer) und Maylis de Kerangal für Naissance d'un pont (Verticales).[13]